# Naturschutzgebiet Alte Aare: Lyss-Dotzigen
Das Naturschutzgebiet Alte Aare: Lyss-Dotzigen ist eine Reliktlandschaft der ehemaligen Flussaue am früheren Lauf der Aare nördlich von Aarberg und ein Schutzgebiet zwischen den Ortschaften Lyss und Dotzigen im Schweizer Kanton Bern. Seit der ersten Juragewässerkorrektion im 19. Jahrhundert und der Umleitung der Aare durch den Bielersee fliesst nur noch wenig Wasser als «Alte Aare» durch das ehemalige Flussbett, in dem sich ein vielfältiger Auwald ausgebreitet hat.
Der Kanton Bern stellte das Gebiet an der Alten Aare 1961 unter Naturschutz. Die wertvolle Naturlandschaft ist im Bundesinventar der Auengebiete von nationaler Bedeutung verzeichnet und in der Weltdatenbank der Naturschutzgebiete unter der Objektnummer 148614 registriert.

## Lage

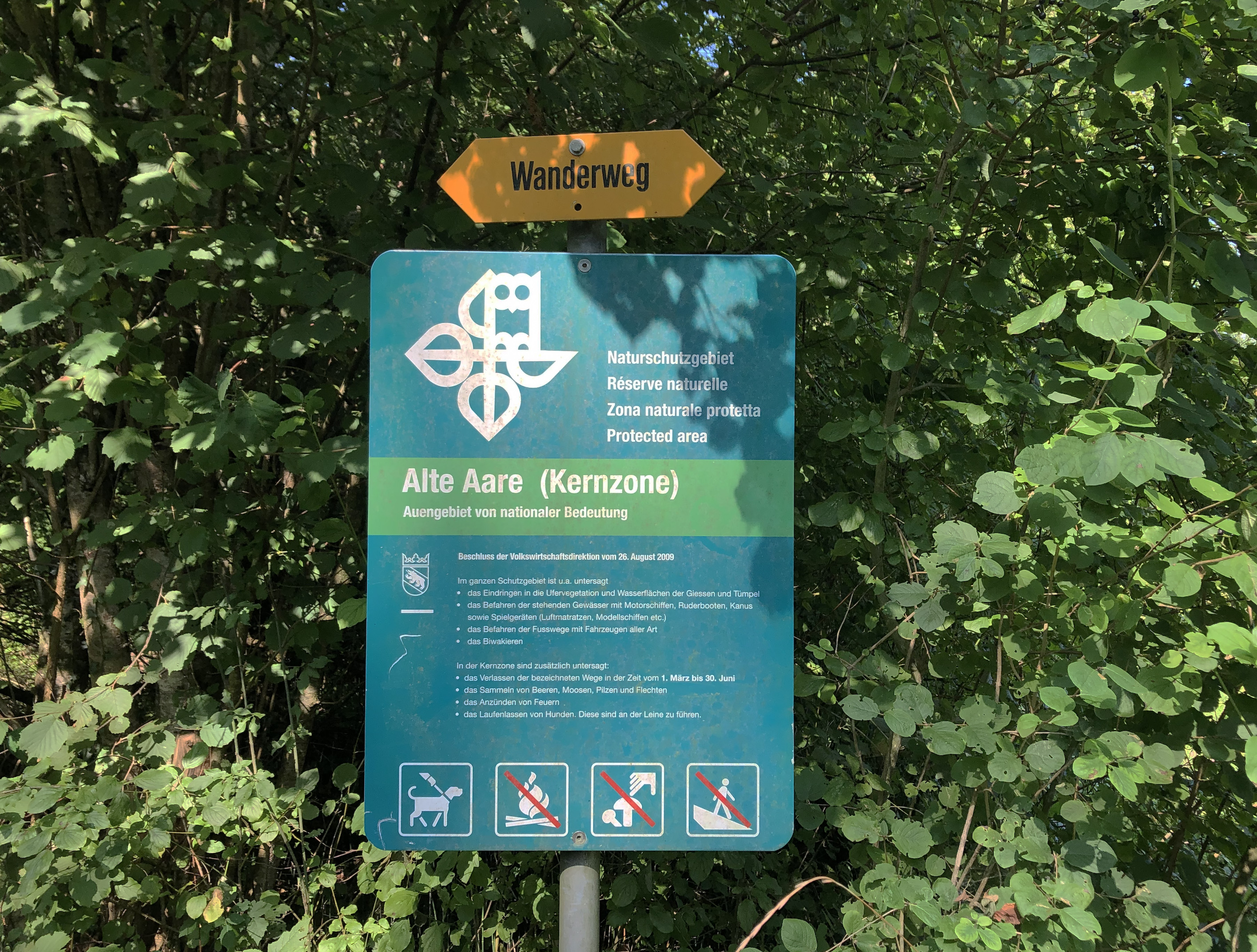
Schutzgebiet-Tafel

Die Flusslandschaft entlang der Alten Aare ist bei Lyss und Dotzigen durch Rinnen und ehemalige Nebenarme des früheren Aarelaufs geprägt. Sie liegt auf 435 m ü. M. und hat im 7,5 Kilometer langen Gewässerabschnitt ein Gefälle von nur etwa 8 Metern. Die Aare schuf auf der leicht nach Norden abfallenden Schwemmebene bei Hochwasser immer wieder neue Auengebiete, Kiesflächen und Inseln in der Schotterschicht des Bodens. Bei Überschwemmungen lagerte sie Sand und Lehm auf den Böden im Auwald ab. Bis heute umfasst das Auengebiet viele kleine Tümpel und Feuchtgebiete. Dazwischen liegen auf höheren Standorten urbarisierte Flächen, die heute teilweise für die Graswirtschaft und stellenweise für intensiven Ackerbau genutzt werden.
Bei Busswil mündet der Lyssbach als wichtigster Zufluss in die Alte Aare. Unterhalb von Dotzigen fliesst der Eichibach in die Auenlandschaft und mündet ebenfalls in die Alte Aare.
An der geschützten Auenlandschaft haben die Gemeinden Lyss (mit Busswil), Kappelen, Worben, Studen, Schwadernau, Büetigen und Dotzigen Anteil. An mehreren Stellen entstanden im 20. Jahrhundert nach Rodungen Siedlungsflächen und Gewerbegebiete im ehemaligen Auengebiet. Für das Schulhaus und die Sportanlagen sowie einen Gasthof von Dotzigen, die Gewerbezone «Grien» der Gemeinde Studen und mehrere Industriebetriebe und die Kläranlage von Lyss wurden Flächen im ehemaligen Auwald in Anspruch genommen.

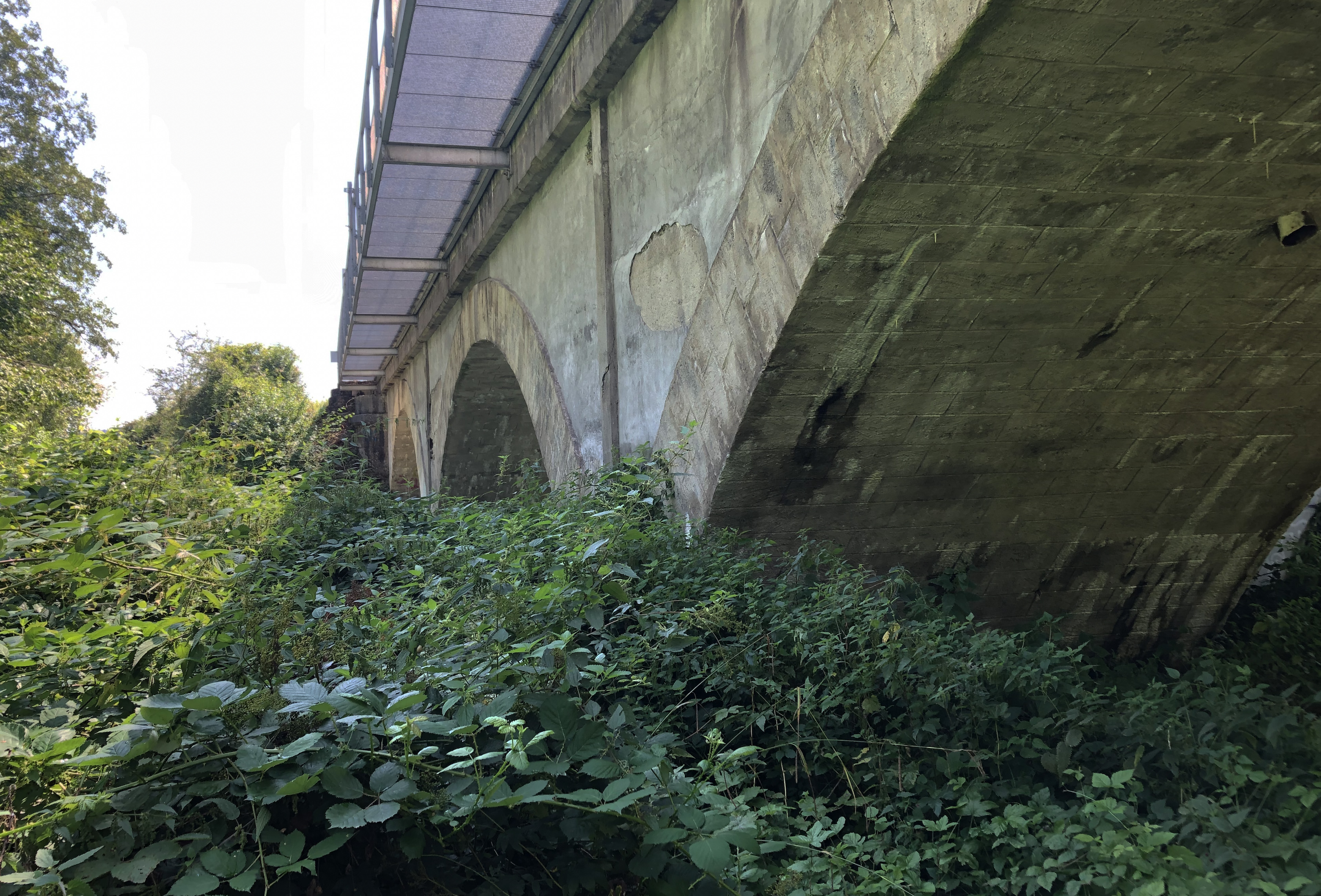
Historische Eisenbahnbrücke bei Busswil

Durch die Flussaue führen wichtige Verkehrswege und auch regionale Verkehrsverbindungen. Die Autobahn A6 Biel–Bern durchquert eine lange Strecke des Auwalds und liegt ein Stück weit direkt neben dem Flussbett der Alten Aare. Die Bahnstrecke Biel–Bern überquert die Alte Aare bei Busswil auf einer Bogenbrücke. Die erste Bahnbrücke an dieser Stelle wurde 1864, also noch vor der Juragewässerkorrektion, als erster fester Flussübergang über die Aarestrecke unterhalb von Aarberg gebaut. Die Hauptstrasse 235.3 führt von Büetigen nach Studen und passiert das Auengebiet in der Nähe des sieben Hektar grossen Tier- und Erlebnisparks «Seeteufel», der 1960 mitten im Auwald errichtet wurde.
Auf Waldwegen folgt ein attraktiver Abschnitt der kantonalen Wanderroute «Via Berna» der Alten Aare durch die Auenlandschaft.

## Schutzgebiete

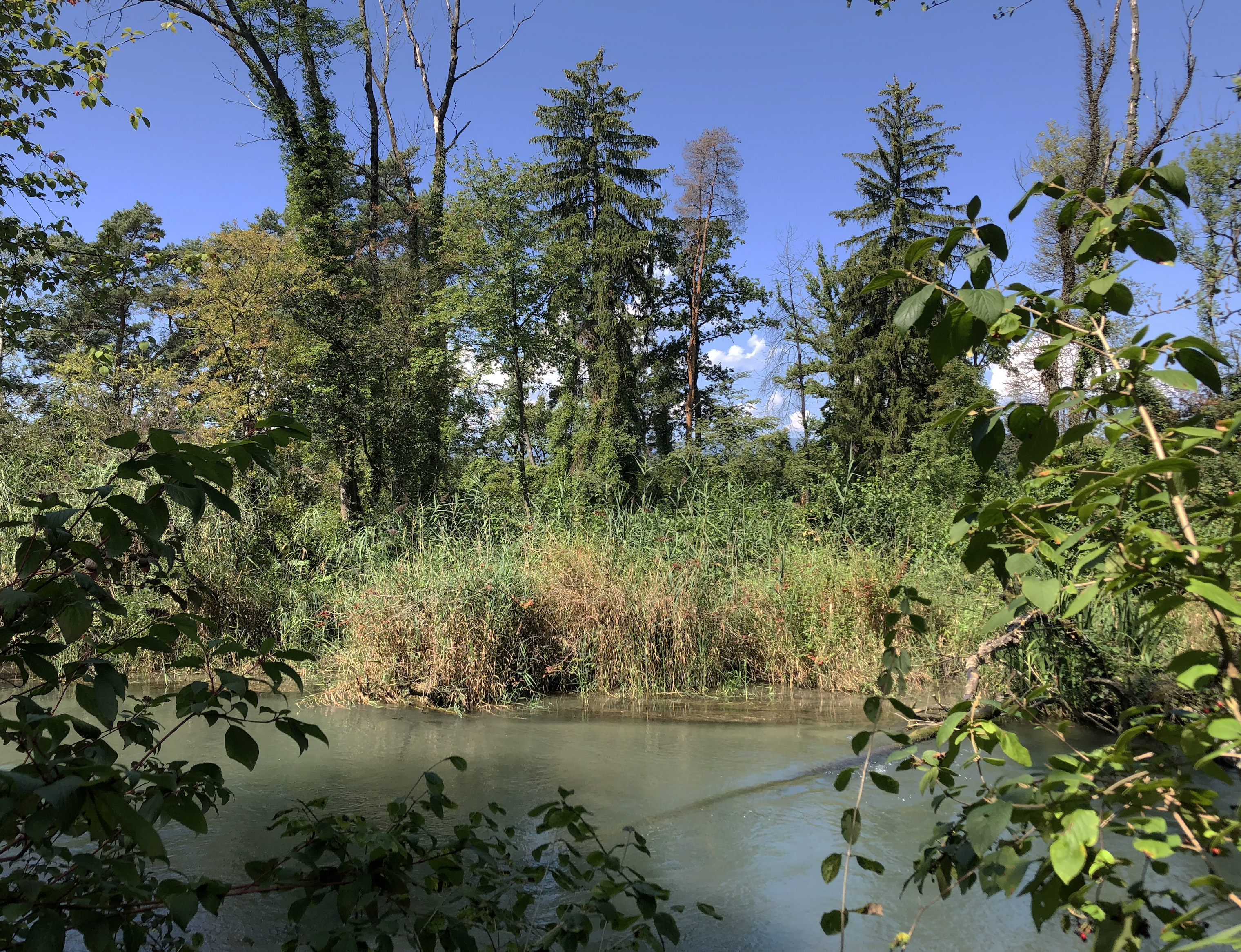
Auwald an der Alten Aare bei Lyss

Das national bedeutende Auenschutzgebiet «Alte Aare: Lyss-Dotzigen» liegt am sieben Kilometer langen mittleren Abschnitt im Verlauf der Alten Aare. Oberhalb davon folgt die nächste geschützte Auenschutzlandschaft mit dem Objektnamen «Alte Aare: Aarberg-Lyss» und unterhalb von Dotzigen das Auenschutzgebiet «Altwässer der Aare und der Zihl». Das ganze historische Flussgebiet von Aarberg bis Büren an der Aare, eines der längsten zusammenhängenden Altwassersysteme der Schweiz, ist als Landschaftsschutzgebiet «Alte Aare – Alte Zihl» durch das Bundesinventar der Landschaften und Naturdenkmäler von nationaler Bedeutung ausgewiesen.
Im letzten Abschnitt der Auenzone zwischen Dotzigen und Schwadernau ist entlang der alten Aare und im fast ganz verlandeten Altarm am Neumattgrien mit dem Gewässer Blaugiesse das national bedeutende Amphibienlaichgebiet «Grien nordwestl. Dotzigen» ausgewiesen.
Im Abschnitt «Alte Aare: Lyss-Dotzigen» bestehen mehrere vom Kanton Bern eingerichtete Naturwaldreservate.

## Bilder

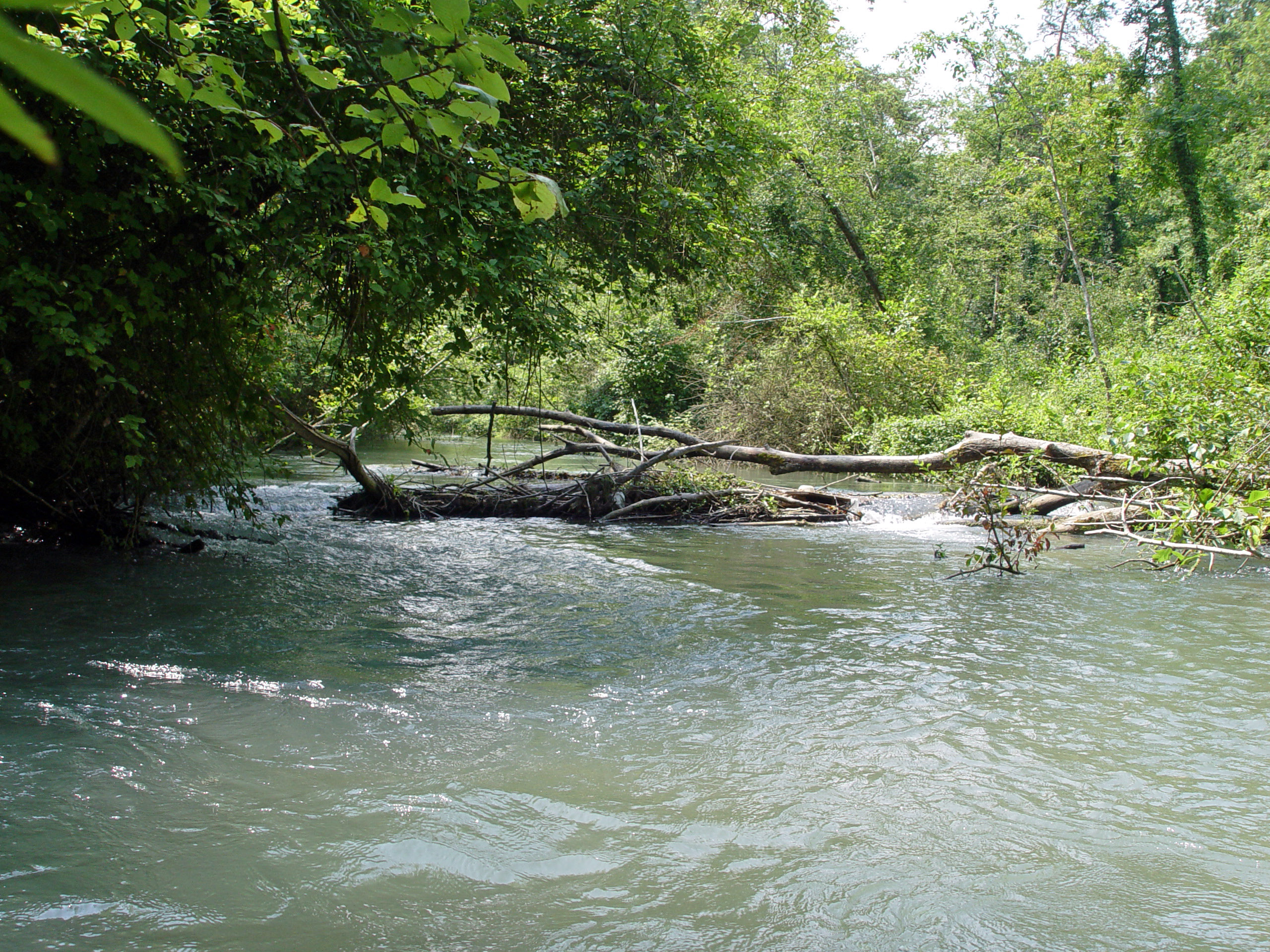
Alte Aare
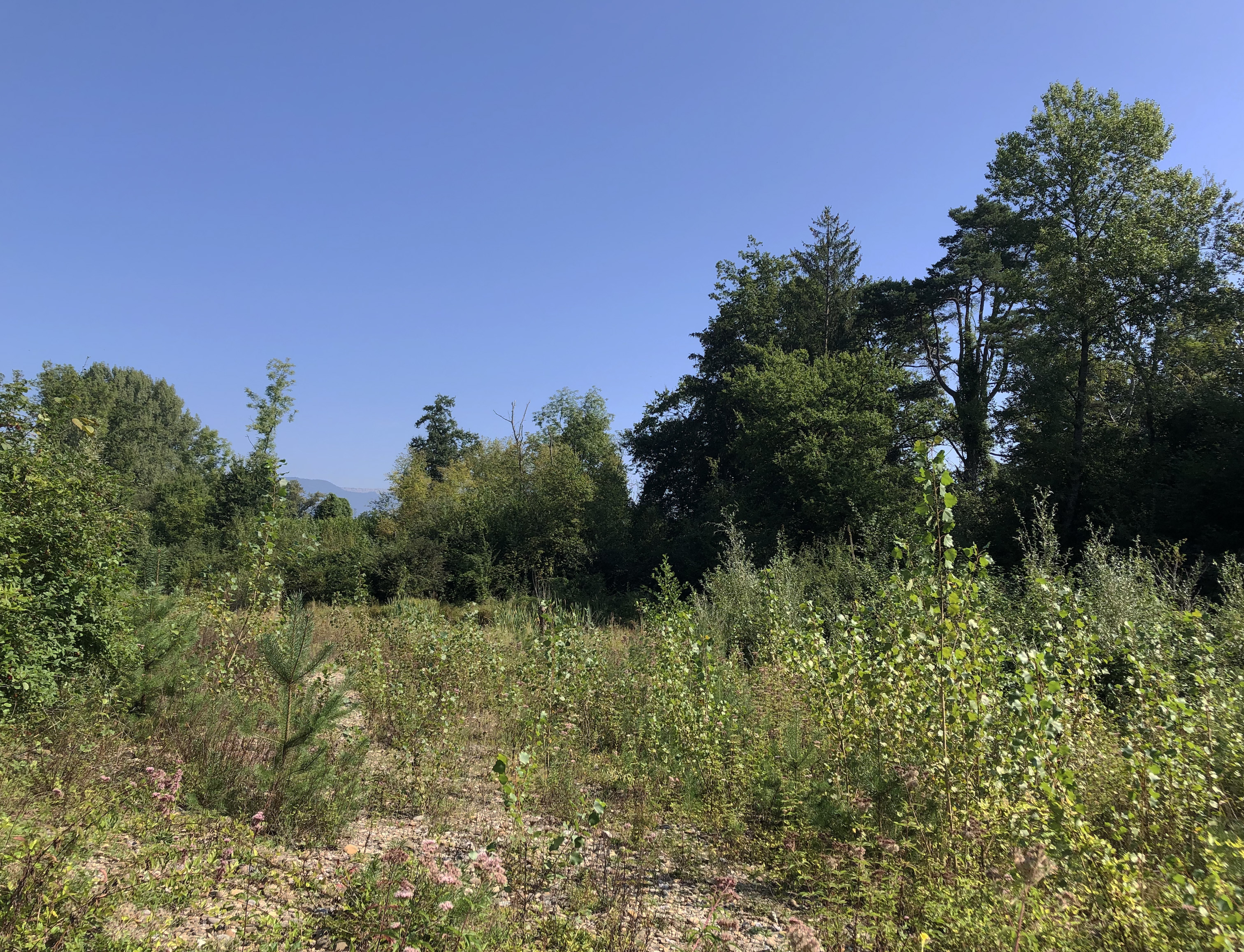
Pioniervegetation auf Kiesfläche
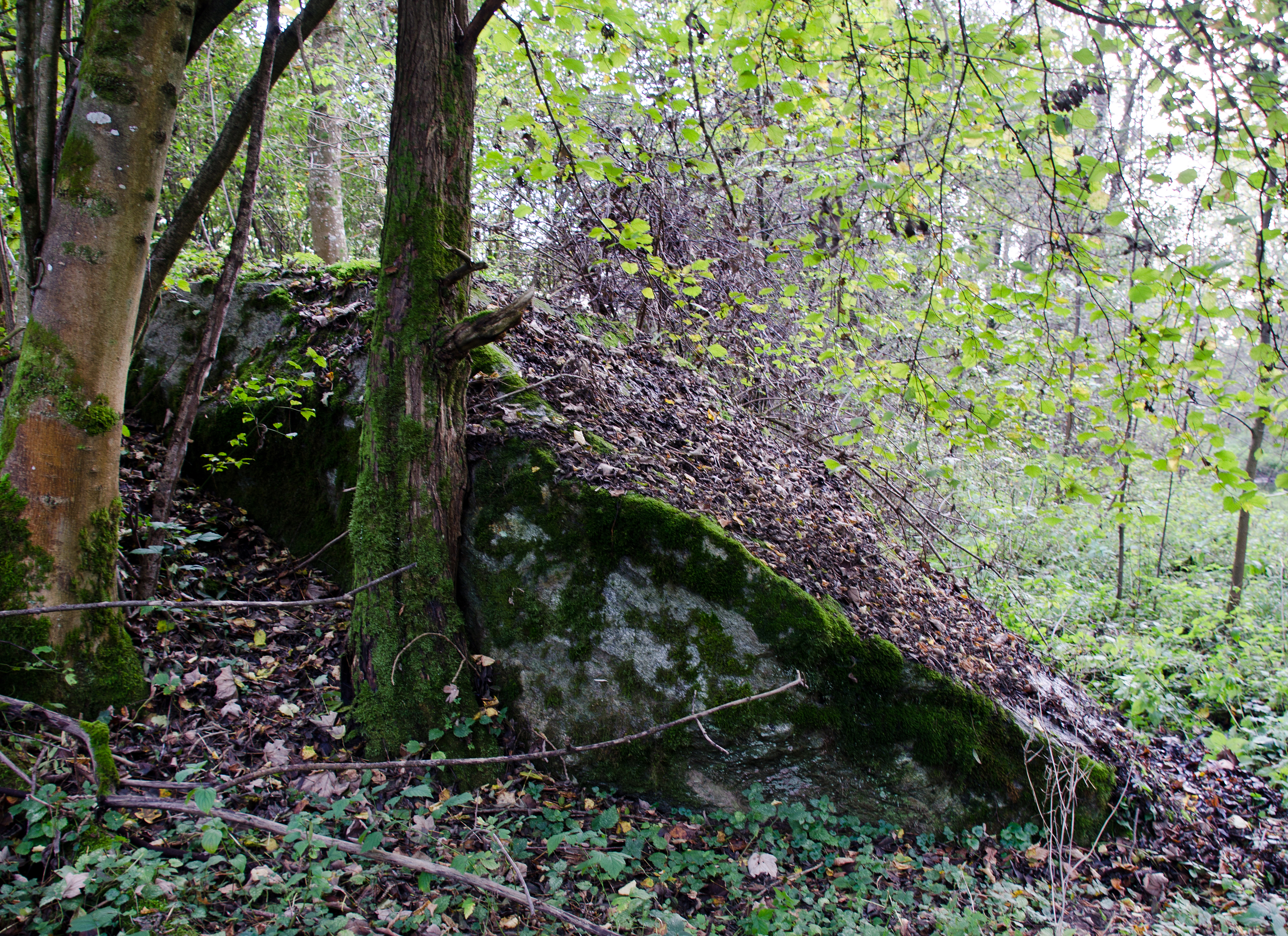
Findling «Pegelstein» über dem ehemaligen Aareufer
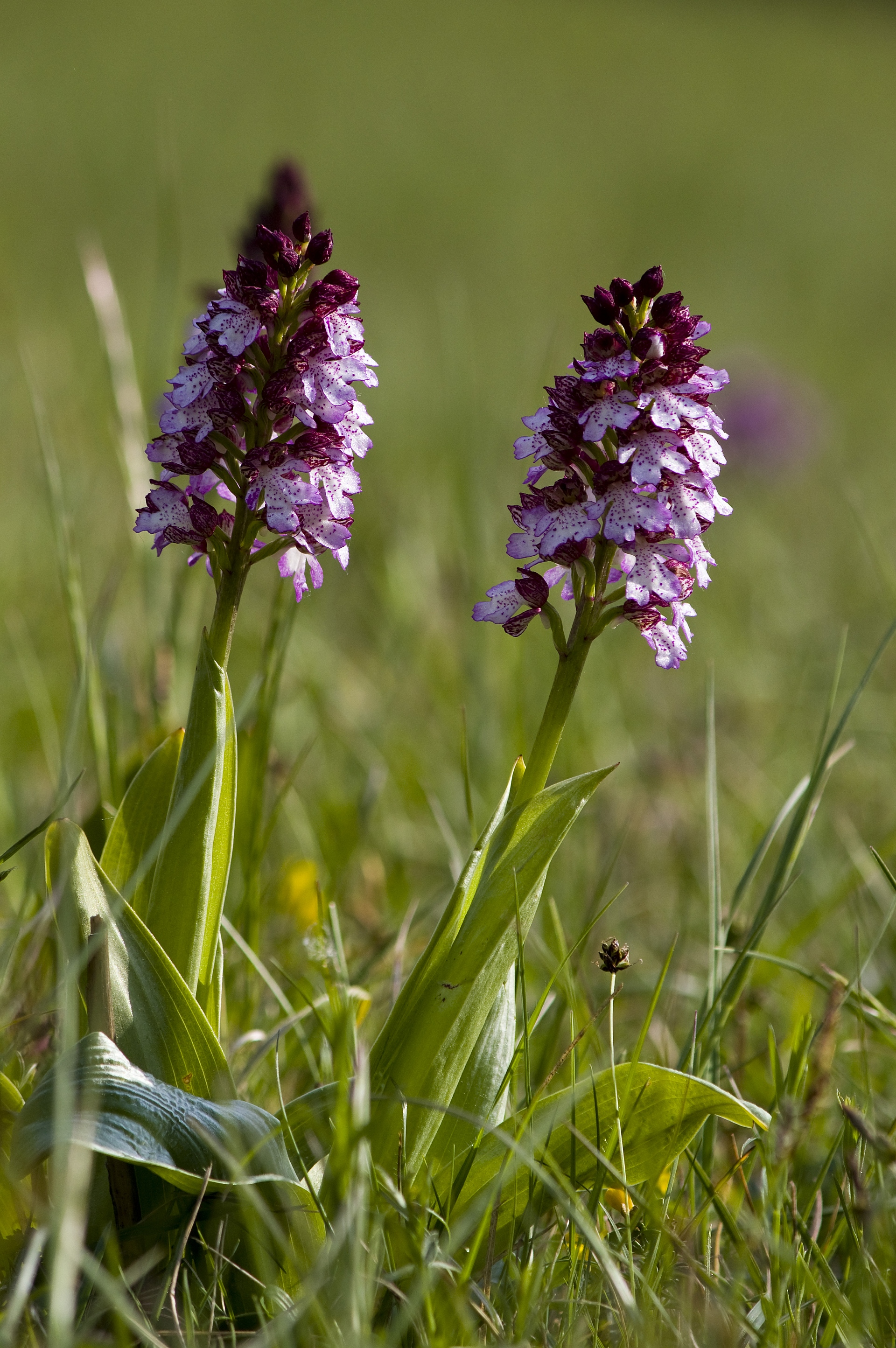
Purpur-Knabenkraut

## Flora und Fauna
Im Gewässerraum, den Feuchtgebieten und Auwäldern an der Alten Aare bestehen zahlreiche unterschiedliche Biotope. Auf feuchten Böden kommen bis heute der Silberweidenauenwald und Riedwiesen vor, während sich auf trockenen Standorten ein Föhrenwald entwickelt hat. In den natürlichen Wiesen gedeihen mehrere Orchideen wie das Purpur-Knabenkraut.
In den Wäldern und an Tümpeln leben mehrere Amphibienarten, die Gewässer bieten vielen Libellenarten einen Lebensraum, die Wiesen und Flächen mit Pioniervegetation sind für Schmetterlinge günstig. Wiesen, Wälder und Feuchtgebiete sind ein wichtiger Lebensraum für Vögel.
In der Alten Aare sind zwanzig Fischarten nachgewiesen, unter anderem die Äsche, die Bachforelle, der Steinbeisser, die Groppe, die Flussbarbe und der Schneider.